# گشور زیلائی
گشور زیلائی، روستایی از توابع بخش زیلائی شهرستان مارگون در استان کهگیلویه و بویراحمد ایران است.

## جمعیت
این روستا در دهستان زیلائی قرار دارد و براساس سرشماری مرکز آمار ایران در سال ۱۳۸۵، جمعیت آن ۲۶ نفر (۶خانوار) بوده‌است.